# Bubaque (Sektor)
Bubaque ist ein Verwaltungssektor von Guinea-Bissau. Er hat eine Fläche von 1013 km² und 11.204 Einwohner (Stand 2009).
Der Sektor liegt im Bissagos-Archipel, seit 1996 eingetragenes Biosphärenreservat der UNESCO. Er besteht aus einer Reihe Inseln mit der namensgebenden Hauptinsel Bubaque.
In der traditionell matriarchisch geprägten Gesellschaft ist die Frau bis heute häufig das entscheidende Familienoberhaupt. Die Gesellschaft der hiesigen Bijagos-Bevölkerung ist animistischen Glaubens und stark den überlieferten Traditionen verpflichtet.

## Kultur und Sehenswürdigkeiten

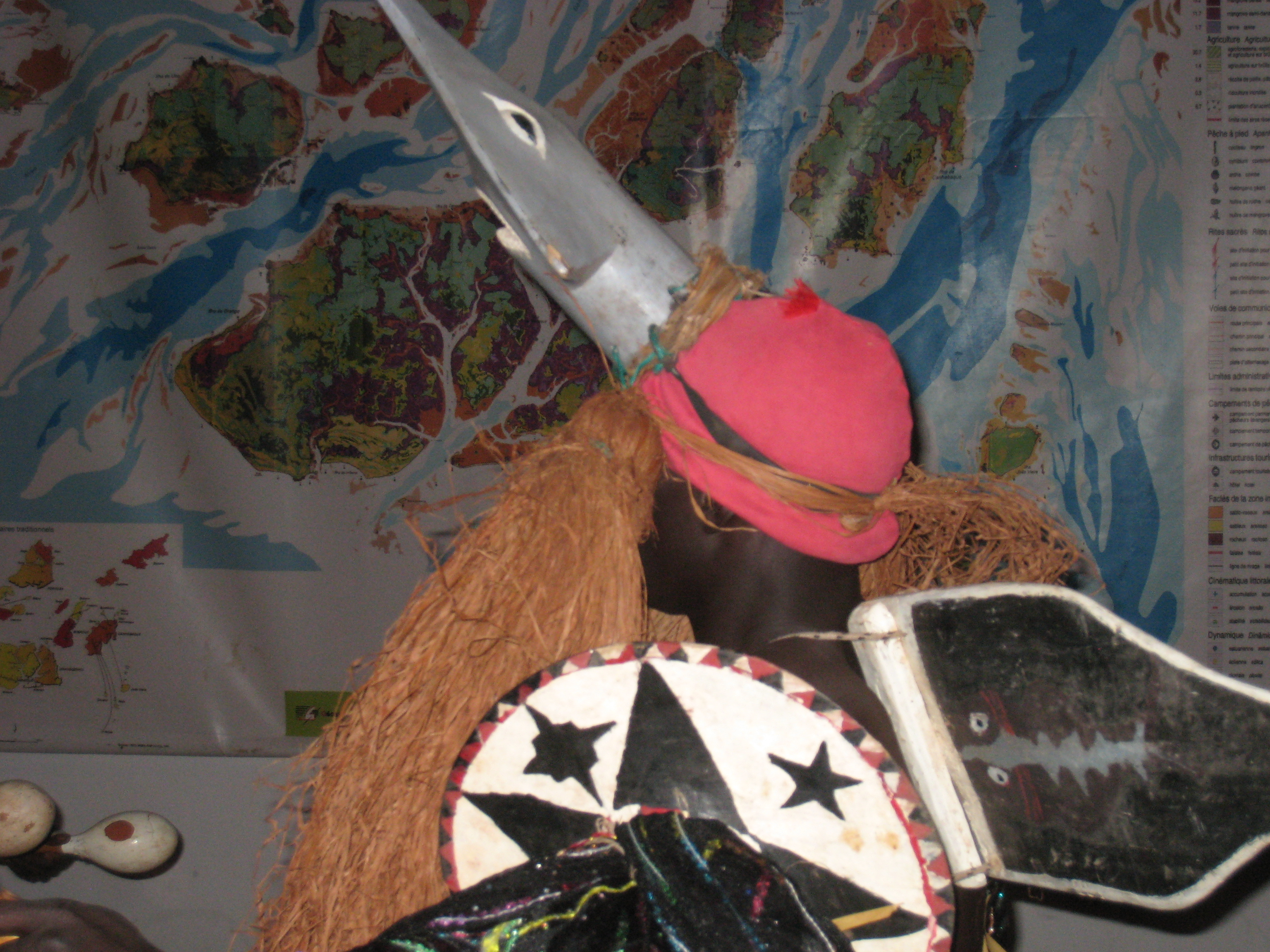
Tänzer in Bijagos-Tracht in Bubaque

Bubaque ist die touristisch erschlossendste Insel des Bissagos-Archipels. Der Tourismus ist zwar auch hier noch im Aufbau begriffen, doch existieren hier bereits Hotels und ein Angebot für natur- und kulturinteressierte Besucher.
Das 2009 eröffnete Museu de Bubaque “Padre Biasutti” beherbergt eine umfassende Sammlung von Skulpturen, Masken und rituellen und Gebrauchsgegenständen, die hier traditionell mit einem Messer aus Holz geschnitzt werden. Der italienische Missionar Luigi Scantamburlo, der seit 1975 hier lebt, hat die Stücke zusammengetragen, die heute als das wichtigste Museum der Bijagoskultur gilt. Das Museum hat täglich von Dienstag bis Sonntag vormittags und nachmittags geöffnet.
Bekannteste Attraktion ist das jährliche Kulturfestival Festival de Bijagos (auch Festival de Bubaque). Alljährlich an drei Tagen des Osterwochenendes sind hier Musik- und Tanzaufführungen zu erleben, zu denen viele Besucher insbesondere aus der Hauptstadt und den umliegenden Orten kommen.
Anziehungspunkt für Besucher sind, neben der Bijagos-Kultur und der als unberührt geltenden Natur, insbesondere die weißen Sandstrände, etwa die Praia da Bruce auf der Insel Bubaque, 15 km von der Stadt Bubaque entfernt, oder auf der Insel Rubane die Ponta Anchaca mit der gleichnamigen Hotelanlage.
In der Stadt Bubaque mit seinem verfallenden Hafen und dem angrenzenden lebendigen Markt sind einige koloniale Bauten zu sehen, wenn auch überwiegend in schlechtem Zustand. Zu nennen ist insbesondere das frühere Herrenhaus des hiesigen Verwalters, in dem heute die kommunale Sektorverwaltung residiert.

## Wirtschaft und Verkehr

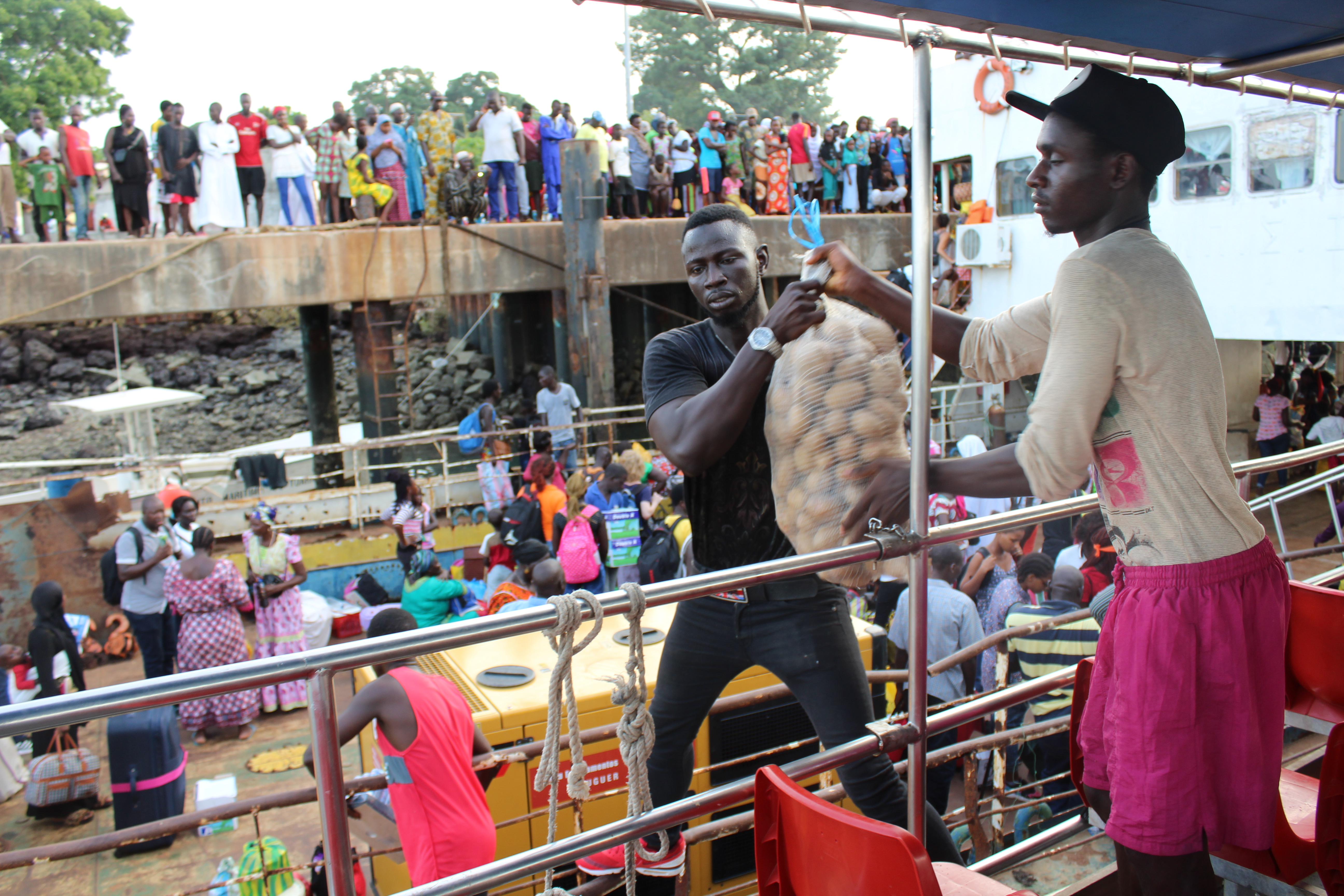
Entladung von Nahrungsmitteln im Hafen von Bubaque, dem namensgebenden Hauptort des Sektors

Die Lebensgrundlage basiert auf traditionell betriebenem Fischfang und dem Ernten von natürlich bewässertem Reis, Cashew, Erdnüssen u. a.
Der Tourismus entwickelt sich langsam zu einem Faktor. Insbesondere von Natur- und Kulturfreunden wird die Insel und der Bissagos-Archipel insgesamt zunehmend entdeckt, wenn auch bisher nur in vergleichsweise geringem Umfang.
Der Sektor verfügt über den Flughafen Bubaque mit dem IATA-Flughafencode BQE und dem ICAO-Code GGBU. Vor allem Lufttaxis und Privatflugzeuge vom Festland Guinea-Bissaus, aber auch von Cap Skirring im nahen Senegal landen hier.
Es besteht eine regelmäßige Fährverbindung vom Hafen Bubaque zur Hauptstadt Bissau.
Im Sektor Bubaque existiert nur eine asphaltierte Straße, ein 18 km langer Weg auf der Insel Bubaque. Deutsche Unternehmer hatten im frühen 20. Jahrhundert in der Stadt Bubaque eine Palmölfabrik errichtet und bauten in dem Zusammenhang auch diese Straße.

## Gliederung

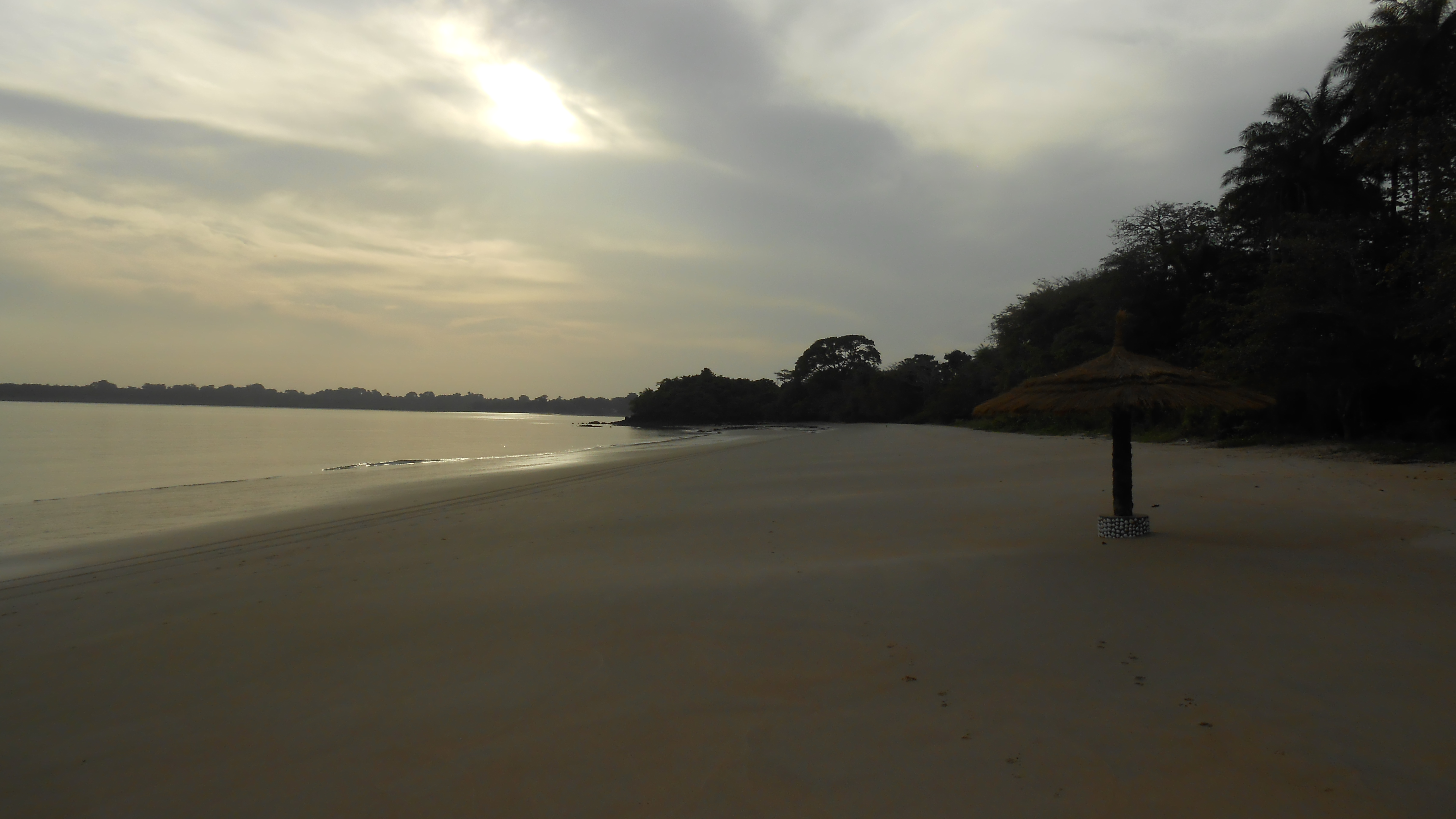
Abenddämmerung am Strand des Hotel Ecolodge Ponta Anchaca auf der Insel Rubane

Der Sektor Bubaque besteht aus acht ständig bewohnten Inseln:
- Bubaque (Hauptinsel)
- Canhabaque
- Ganogo
- João Vieira
- Menegue
- Orangozinho
- Soga (Guinea-Bissau)
- Rubane

Dazu kommen unbewohnte Inseln und Eilande.
Bis 2004 gehörten weitere Inseln zum Sektor Bubaque, insbesondere Orango und Canogo. Seit 2004 gehören sie zum damals neu geschaffenen Sektor Uno.

## Gemeindepartnerschaft
- Portugal: Cascais (seit 1998)[8]